# Monte Capraro
Il monte Capraro è una montagna di 1.730 m s.l.m., dell'Appennino sannita, situata nell'Alto Molise, nella provincia di Isernia. Esteso circa 6 km dal confine con la provincia dell'Aquila, in Abruzzo, è la quinta vetta più alta del Molise e della provincia di Isernia. Amministrativamente compreso nel territorio dei comuni di San Pietro Avellana e di Capracotta, ai suoi piedi si trova la sorgente del fiume Trigno.

## Clima
Il clima è di tipo continentale. In inverno le precipitazioni nevose sono frequenti e anche abbondanti, con temperature molto basse che talvolta scendono di diversi gradi sotto lo zero. Le estati sono miti, con temperature massime che non superano i 22 °C.

## Flora e fauna
Nella fascia intermedia del monte Capraro si possono trovare molti esemplari di faggi, cedui matricinati,
cerri, àceri e càrpini e tante altre specie.
Anche la fauna è molto varia e presenta varie specie di uccelli come: 
ghiandaie, merli,
quaglie, civette, gufi e poiane. Sono molto diffusi anche scoiattoli, ghiri, volpi, lepri.

## I borghi
I borghi principali intorno al monte sono San Pietro Avellana, Vastogirardi, Capracotta, Agnone e Pescopennataro. Presso Vastogirardi si può ammirare il vecchio borgo arroccato attorno ad un castello medievale, contenente anche la chiesa parrocchiale di San Nicola; Agnone è la "Città delle Campane", frequentata prevalentemente per la storica Fonderia Marinelli, ma anche il borgo con le relative chiese di Sant'Emidio e sant'Antonio, e le botteghe dei fabbri, sono assai battute. Pescopennataro è una località molto panoramica, al confine tra Abruzzo e Molise, per la sua posizione dominante su uno sperone roccioso dove si ammira il termine della val di Sangro di Quadri e Borrello, da dove si può accedere ad un eremo medievale, mentre Capracotta è racchiusa attorno alla chiesa madre di Santa Maria Assunta.

## Turismo: stazione sciistica

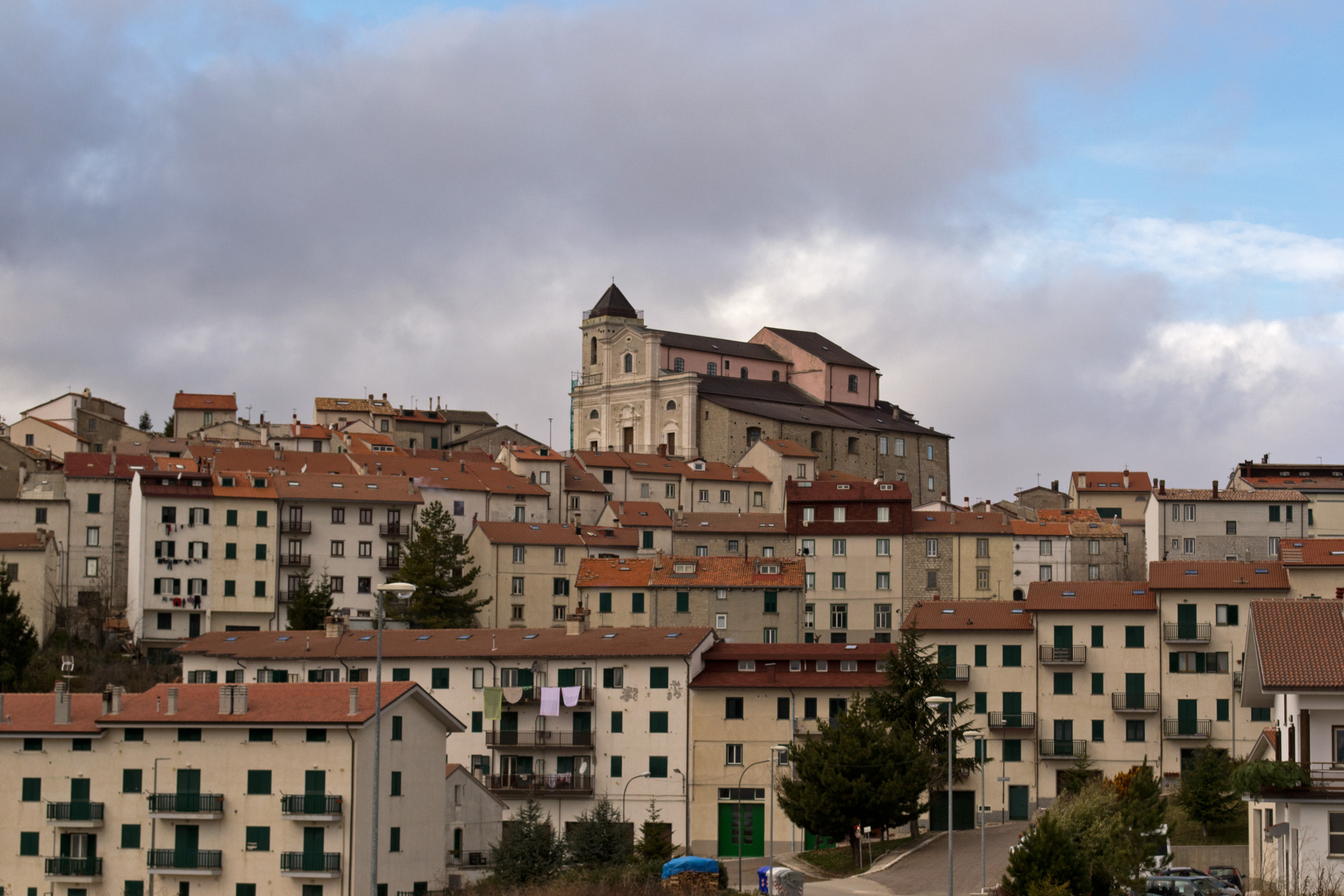
Capracotta

Capracotta e il monte sono meta frequentata soprattutto l'inverno per lo sci, con turisti provenienti sia dall'Abruzzo che dalla Campania prevalentemente. Assieme a Pescopennataro, il centro è situato alle pendici del Monte Civitella, a confluenza con il Capraro. Gli impianti sono stati installati negli anni '90, e comprendono:
- Seggiovia Monte Civetta
- Sciovia "Piana del Monte"

Queste due seggiovie portano alle seguenti piste:
- Monte Capraro (1630-1380 metri)
- Piana del Monte (1560 m)
- Pista sotto il Monte (1380 m)